# Чемпионат Африки по волейболу среди женщин 1989
4-й чемпионат Африки по волейболу среди женщин прошёл в 1989 году в Порт-Луи (Маврикий) с участием 4 национальных сборных команд. Чемпионский титул во второй раз в своей истории выиграла сборная Египта.

## Команды-участницы
Египет, Кения, Маврикий, Мадагаскар.

## Результаты

### Плей-офф

#### Полуфинал
Египет — Кения 3:-
Маврикий — Мадагаскар 3:-

#### Матч за 3-е место
Мадагаскар — Кения 3:1.

#### Финал
Египет — Маврикий 3:0 (15:8, 15:8, 15:2).

## Итоги

### Положение команд
| Египет     |
| Маврикий   |
| Мадагаскар |
| 4. Кения   |